# Parafia Świętych Apostołów Piotra i Pawła w Kaskach
Parafia pw. Świętych Apostołów Piotra i Pawła w Kaskach – rzymskokatolicka parafia należąca do dekanatu błońskiego, archidiecezji warszawskiej, metropolii warszawskiej Kościoła katolickiego. W parafii posługują księża archidiecezjalni.  

## Proboszczowie
- ks. Władysław Marcinkowski (1937–1947)[1]
- ks. Adam Gosiecki (1947–1957)[1]
- ks. Władysław Jędrych (1957–1962)[1]
- ks.  Zenon Kliszko (1962–1973)[1]
- ks. Mirosław Grędziński (1973–2007)[1]
- ks. Zbigniew Wojtaś (2007–2018)[1]
- ks. Krzysztof Bańkowski (2018–2025)[2].